# Ely Tacchella
Pour les articles homonymes, voir Tacchella.
Ely Tacchella, né le 25 mai 1936 à Neuchâtel et mort à Colombier le 2 août 2017,, est un footballeur international suisse.

## Biographie

### En club
- Parcours junior :
  - 1948-1954  FC Cantonal Neuchâtel
- Parcours senior :
  - 1954-1960  FC Cantonal Neuchâtel
  - 1960-1970  Football Club Lausanne-Sport

### En sélection
42 sélections.
Il participe à la Coupe du monde de football de 1962, joue les matchs
- 30 mai 1962 : Chili  3 - 1  Suisse
- 3 juin 1962 : RFA  2 - 1  Suisse
- 7 juin 1962 : Italie  3 - 0  Suisse

Il participe à la Coupe du monde de football de 1966, joue le match
- 12 juillet 1966 : RFA  5 - 0  Suisse

À la suite de cette défaite, il ne jouera pas les deux matchs suivant, avec André Grobéty et Karl Odermatt.

## Palmarès
- Champion du Championnat de Suisse en 1965 avec le Football Club Lausanne-Sport.
- Vainqueur de la Coupe de Suisse, en 1962 et 1964 avec le Football Club Lausanne-Sport.